# Rogelj
Rogelj je priimek več znanih Slovencev: 
- Adi Rogelj (1937—2016), ekonomist, gospodarstvenik
- Bine (Albin) Rogelj (1929—2023), smučarski skakalec, pianist in karikaturist
- Bojana Rogelj Škafar (*1964), etnologinja in umetnostna zgodovinarka, muzealka
- Boštjan Rogelj (*1976), politični geograf, prof. FF UL
- Boris Rogelj, biotehnolog (IJS), prof.
- Dušan Rogelj, novinar, radijski urednik, prvi glavni in odgovorni urednik STA
- Dušan Rogelj, kritik
- Franci Rogelj, smučarski skakalec
- Irena Rogelj (*1955), živilska tehnologinja, strok. za mlekarstvo, univ. profesorica
- Janez Rogelj, glavni tajnik Slovenske izseljenske matice
- Janko N. Rogelj (1895—1974), pisatelj, urednik, publicist in kulturni delavec v ZDA
- Klemen Rogelj, arhitekt in oblikovalec
- Lojze Rogelj (+ 1918), vodja judenburških upornikov
- Lovrenc Rogelj (*1995), bas-kitarist, muzikolog
- Marjan Rogelj, radijski novinar
- Marjeta Dajčman Rogelj (*1934), mladinska pisateljica, knjižničarka
- Milan Rogelj (*1960), športni pedagog in trener
- Monika Rogelj, zgodovinarka, muzealka
- Nataša Rogelj, scenografka in kostumografka
- Rok Rogelj (*1987), deskar na snegu
- Silvestra Rogelj Petrič (*1951), mladinska pisateljica in novinarka ter urednica
- Špela Rogelj (*1994), smučarska skakalka
- Tea Rogelj (*1969), dramaturginja, teatrologinja, kustosinja
- Žan Rogelj (*1999), nogometaš
- Živa Rogelj, kulturna novinarka, TV-voditeljica